# Lambda Canis Majoris
Lambda Canis Majoris ( Canis Majoris) é uma estrela na direção da constelação de Canis Major. Possui uma ascensão reta de 06h 28m 10.22s e uma declinação de −32° 34′ 48.5″. Sua magnitude aparente é igual a 4.47. Considerando sua distância de 406 anos-luz em relação à Terra, sua magnitude absoluta é igual a −1.01. Pertence à classe espectral B4V.